# Torrey (Nowy Jork)
Torrey – miasto w Stanach Zjednoczonych, w stanie Nowy Jork, w hrabstwie Yates.